# Lijst van voetbalinterlands Australië - Zweden (vrouwen)
Deze lijst van voetbalinterlands is een overzicht van alle officiële voetbalinterlands tussen de nationale vrouwenteams van Australië en Zweden. De landen hebben tot nu toe zestien keer tegen elkaar gespeeld.

## Wedstrijden
| №  | Plaats      | Datum             | Competitie             | Wedstrijd          | Uitslag            |
| -- | ----------- | ----------------- | ---------------------- | ------------------ | ------------------ |
| 1  | Helsingborg | 27 mei 1995       | Vriendschappelijk      | Zweden − Australië | 5 − 0              |
| 2  | Östersund   | 7 augustus 1997   | Vriendschappelijk      | Zweden − Australië | 0 − 1              |
| 3  | Loulé       | 20 maart 1999     | Algarve Cup            | Australië − Zweden | 1 − 1 (n.p. 7 - 6) |
| 4  | Landover    | 23 juni 1999      | WK 1999                | Australië − Zweden | 1 − 3              |
| 5  | Sydney      | 7 januari 2000    | Vriendschappelijk      | Australië − Zweden | 0 − 2              |
| 6  | Sydney      | 16 september 2000 | Olympische Spelen 2000 | Australië − Zweden | 1 − 1              |
| 7  | Canberra    | 1 februari 2003   | Vriendschappelijk      | Australië − Zweden | 1 − 3              |
| 8  | Volos       | 20 augustus 2004  | Olympische Spelen 2004 | Zweden − Australië | 2 − 1              |
| 9  | Augsburg    | 10 juli 2011      | WK 2011                | Zweden − Australië | 3 − 1              |
| 10 | Edmonton    | 16 juni 2015      | WK 2015                | Australië − Zweden | 1 − 1              |
| 11 | Albufeira   | 1 maart 2017      | Algarve Cup            | Australië − Zweden | 0 − 1              |
| 12 | Kalmar      | 15 juni 2021      | Vriendschappelijk      | Zweden − Australië | 0 − 0              |
| 13 | Saitama     | 24 juli 2021      | Olympische Spelen 2020 | Zweden − Australië | 4 − 2              |
| 14 | Saitama     | 2 augustus 2021   | Olympische Spelen 2020 | Australië − Zweden | 0 − 1              |
| 15 | Melbourne   | 12 november 2022  | Vriendschappelijk      | Australië − Zweden | 4 − 0              |
| 16 | Brisbane    | 19 augustus 2023  | WK 2023                | Zweden − Australië | 2 − 0              |

## Samenvatting
| Competitie        | Totaal gespeeld | Winst Australië | Gelijk | Winst Zweden | Doelsaldo Australië – Zweden |
| ----------------- | --------------- | --------------- | ------ | ------------ | ---------------------------- |
| WK-eindronde      | 4               | 0               | 1      | 3            | 3 − 9                        |
| Olympische Spelen | 4               | 0               | 1      | 3            | 4 − 8                        |
| Algarve Cup       | 2               | 0               | 1      | 1            | 1 − 2                        |
| Vriendschappelijk | 6               | 2               | 1      | 3            | 6 − 10                       |
| Totaal            | 16              | 2               | 4      | 10           | 14 − 29                      |